# Gau Coledizi

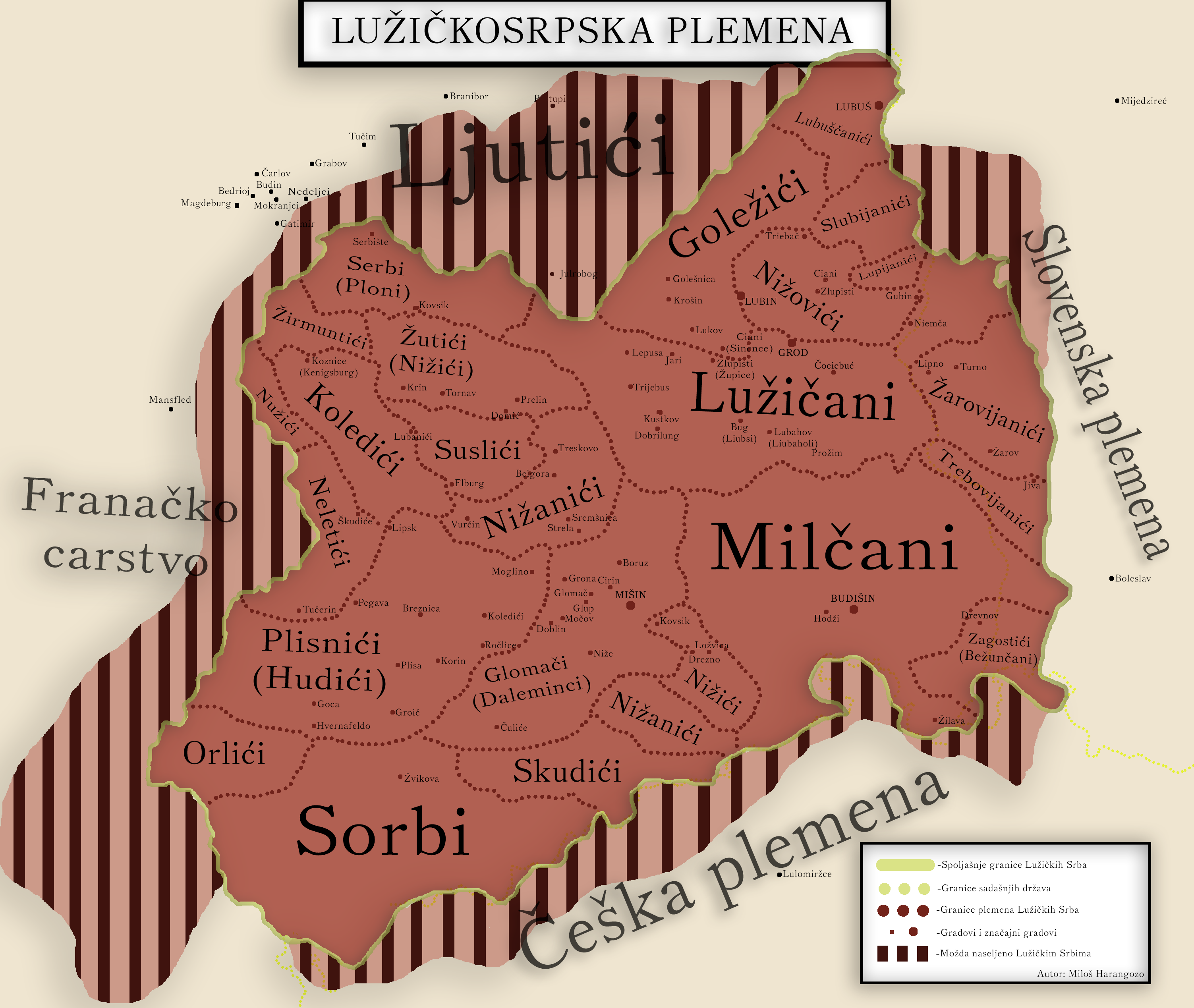
Coledizi in den sorbischen Stämmen

Coledizi war ein Gau oder Untergau (von Serimunt) im heutigen Sachsen-Anhalt im Bereich der Fuhne zwischen Halle und Köthen. Der Name der Ortschaft Glauzig im Landkreis Anhalt-Bitterfeld ist auf die Wurzel Coledizi zurückzuführen. Auch die heutigen Ortschaften Weißandt, Trebbichau, Görzig, Piethen (Bitene), Edderitz (Ezeri) und Pilsenhöhe (Bulzina) liegen im ehemaligen Gau Coledizi. 

## Geschichte
Die Gegend war ursprünglich von Wenden besiedelt, wurde dann im 10. und 11. Jahrhundert im Zuge der deutschen Ostexpansion unter den Ottonen in den sächsischen Herrschaftsbereich eingegliedert. Urkundlich belegt sind Schenkungen des Kaisers Otto II. aus den Jahren 973 und 981, mit denen er Güter in Coledizi an seine Vasallen vergab: Im Jahre 973 schenkte er dem Grafen Thimo (Thiethmar I. von Meißen) einen nördlich der Fuhne gelegenen Landstrich im Coledizi und 981 einem gewissen Nancilinus die im Gau Coledizi gelegene Grafschaft Mark Gimuete.

## Grafen
Thietmars Grafschaft im Gau Coledizi fiel nach seinem Tod 978 oder 979 an seinen Sohn Gero II.

## Siedlungen
Im Gau Coledizi lagen nach dem Atlas des Saale- und mittleren Elbegebietes folgende Siedlungen:

### An der Fuhne
Von Westen:
- Kattau
- Cösitz

### Nördlich der Fuhne
Von Westen:
- Edderitz
- Piethen
- Görzig